# Gensungen (Großgemeinde)
Die Gemeinde Gensungen war eine kurzzeitig bestehende Großgemeinde im nordhessischen Landkreis Melsungen.
Sie wurde im Zuge der Gebietsreform in Hessen am 1. Februar 1971 durch die freiwillige Eingemeindung der bis dahin selbständigen Gemeinden Hesserode und Heßlar nach Gensungen gegründet. Am 31. Dezember 1971 schloss sich die Gemeinde Beuern und am 1. April 1972 Melgershausen der Gemeinde Gensungen an.
Sie umfasste zu Beginn eine Fläche von 1.531,31 Hektar (ha), die von ca. 3500 Menschen bewohnt und bearbeitet wurden. Mit der Eingemeindung von Beuern wuchs die Fläche auf 2578,05 ha und die Bevölkerung auf rund 3800, mit der Eingemeindung von Melgershausen  auf 3537,65 ha mit 4200 Einwohnern.
Am 1. Januar 1974 wurde die Gemeinde Gensungen gemeinsam mit der Gemeinde Brunslar in die Stadt Felsberg eingemeindet.